# Grosotto
Grosotto (lombardul: Grosut) település Olaszországban, Sondrio megyében. Lakosainak száma 1619 fő (2023. január 1.). Grosotto Mazzo di Valtellina, Vervio, Grosio, Monno, Brusio és Poschiavo községekkel határos.

## Népesség
A település népességének változása:
| Lakosok száma | 1617 | 1624 | 1619 |
|               | 2017 | 2018 | 2023 |